# Plasa Săcueni, județul Bihor
Plasa Săcuieni a fost o unitate administrativă în cadrul județului Bihor (interbelic). Avea 11 sate și reședință de plasă era comuna Săcuieni.

## Descriere
Plasa Săcuieni a funcționat între anii 1918 și 1950. Prin Legea nr. 5 din 6 septembrie 1950 au fost desființate județele și plășile din țară, pentru a fi înlocuite cu regiuni și raioane, unități administrative organizate după model sovietic.

## Demografie
La recensământul din 1930 au fost înregistrați 23.182 locuitori, dintre care 17.618 maghiari (76,0%), 3.221 români (13,9%), 892 evrei (3,8%), 708 cehi și slovaci (3,1%), 619 țigani (2,7%) ș.a. Sub aspect confesional populația era alcătuită din 14.507 reformați (62,6%), 4.035 romano-catolici (17,6%), 1.761 greco-catolici (7,6%), 1.421 ortodocși (6,1%) ș.a.

## Materiale documentare

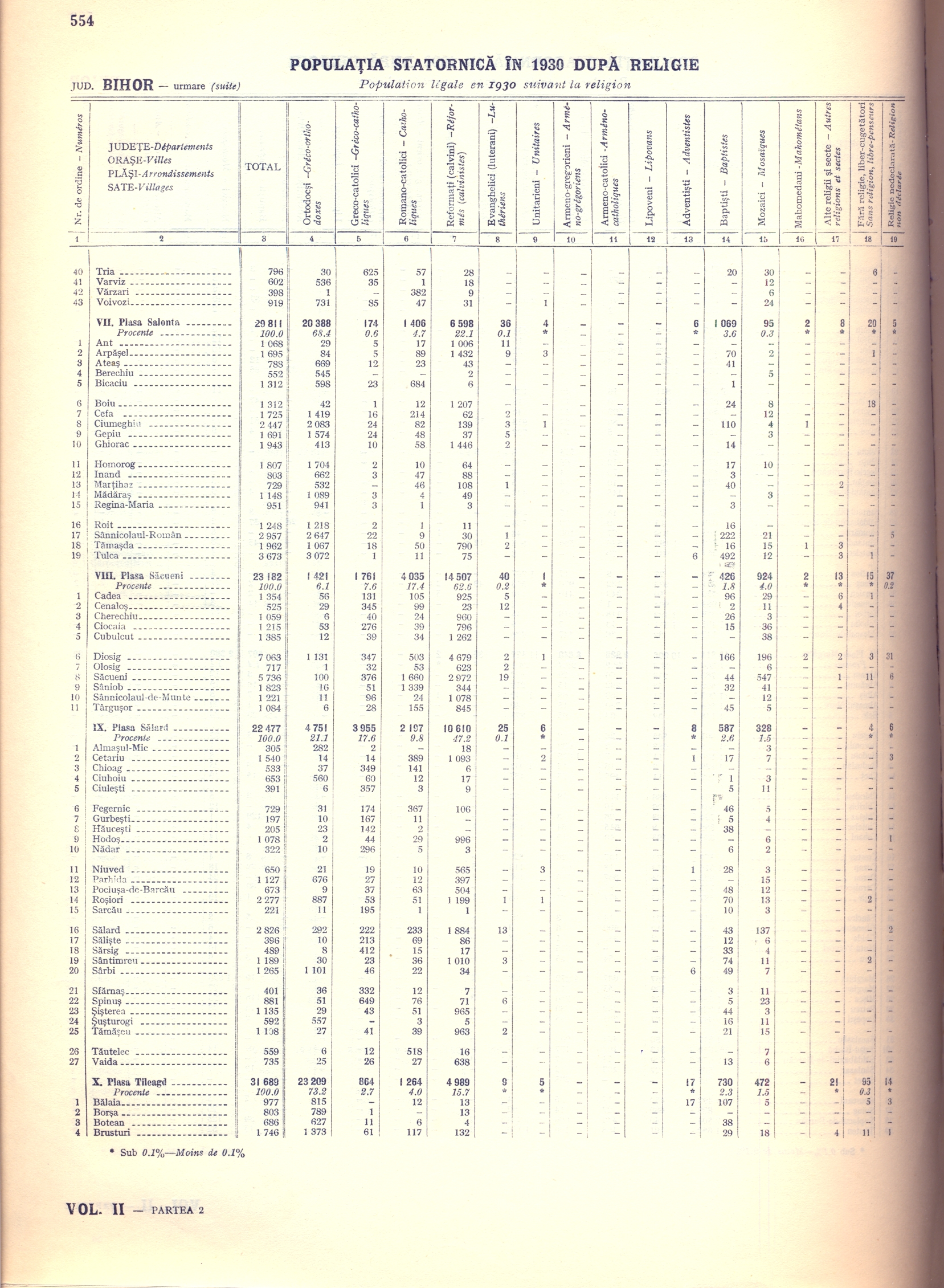
Datele aferente plășii Săcuieni la recensământul din 1930 (Confesiuni)